# Freccia Vallone 1955
La Freccia Vallone 1955, diciannovesima edizione della corsa, si svolse il 30 aprile 1955 per un percorso di 220 km. La vittoria fu appannaggio del belga Stan Ockers, che completò il percorso in 6h12'20" precedendo il connazionale Alphonse Vandenbrande ed il francese Stanislas Bober.
Al traguardo di Liegi furono 59 i ciclisti, dei 119 partiti da Charleroi, che portarono a termine la competizione.

## Ordine d'arrivo (Top 10)
| Pos. | Corridore             | Squadra       | Tempo         |
| ---- | --------------------- | ------------- | ------------- |
| 1    | Stan Ockers           | Elvé-Peugeot  | 6h12'20"      |
| 2    | Alphonse Vandenbrande | Girardengo    | a 2'46"       |
| 3    | Stanislas Bober       | Alcyon-Dunlop | s.t.          |
| 4    | Brian Robinson        | Hercules      | s.t.          |
| 5    | non assegnato         | non assegnato | non assegnato |
| 6    | Pierre Molinéris      | Alcyon-Dunlop | a 2'55"       |
| 7    | Jean Brankart         | Girardengo    | a 5'35"       |
| 8    | Eugenio Bertoglio     | -             | a 6'01"       |
| 9    | Germain Derycke       | Alcyon-Dunlop | a 6'04"       |
| 10   | Rik Van Steenbergen   | Elvé-Peugeot  | s.t.          |